# Gernulf Garbe
Gernulf Garbe (* 29. Juli 1940 in Kassel) ist ein deutscher Sportmediziner, Orthopäde und Chirotherapeut sowie ehemaliger Bodybuilder. Er war 1963 Deutscher Meister im Bodybuilding (Mr. Germany).

## Leben
Nach dem Abitur 1959 studierte Gernulf Garbe Medizin an der Georg-August-Universität Göttingen. Deren Medizinische Fakultät promovierte ihn 1967 mit der Dissertation Reimplantation und Transplantation abgebrochener und gelöster Gelenkanteile zum Dr. med. Nach dem 1968 ebenfalls in Göttingen abgelegten Staatsexamen kehrte Garbe nach Hannover zurück, wo er als Arzt praktizierte, ab 1969 zunächst als Facharzt für Orthopädie und dann von 1973 bis 1983 als Oberarzt für Unfallchirurgie im Friederikenstift, dem Lehrkrankenhaus der Medizinischen Hochschule Hannover (MHH).
Anschließend wirkte er als niedergelassener Arzt für Orthopädie, Chirotherapie und Sportmedizin, zuletzt in einer Gemeinschaftspraxis mit Gerhard Riehle.
Seit 1988 hat Garbe als Honorarprofessor einen Lehrauftrag für Sportmedizin am Sportwissenschaftlichen Institut der Universität Hannover inne. Außerdem wirkte er als Lehrer bei der Deutschen Gesellschaft für manuelle Medizin (DGMM) mit Sitz in Boppard.
Garbe hält Patente auf die Hallux-valgus-Schiene, die Elafix-Schiene und zwei Fußtrimmer. Er ist Mitglied der Deutschen Gesellschaft für Orthopädie und Orthopädische Chirurgie (DGOOC), der Deutschen Gesellschaft für Unfallchirurgie (DGU) und im Deutschen Sportärztebund (DGSP).
Der Sportmediziner ist auch selbst als Athlet hervorgetreten: 1963 wurde er bei der vierten Deutschen Bodybuilding-Meisterschaft Sieger in der Klasse II (über 172 Zentimeter) sowie Gesamtsieger (Mr. Germany). 1966 gehörte er zusammen mit Arnold Schwarzenegger, Albert Busek, Erich Janner und anderen zu den Gründern des Deutschen Kraftsport Verbands (DKV), später umbenannt in Deutscher Bodybuilding- und Fitness-Verband.
Garbe ist Autor des Buches Fit durch Bodybuilding. Sportliche und medizinische Anleitung (1977), das bis 1987 acht Auflagen erreichte. Daneben verfasste er Beiträge für medizinische Fachzeitschriften sowie die Kraftsport-Magazine Kraft Sport Revue und Sportrevue. Auch für Rundfunk und Fernsehen war er verschiedentlich tätig und an Sendungen zu den Themen Prävention, Rehabilitation, Fitness und Bodybuilding beteiligt, so etwa an dem Fernsehbericht Bodybuilding – Gelobt sei, was stark macht (1976).
Gernulf Garbe, der lange in Hannover lebte, wohnt heute in Hemmingen-Westerfeld.

## Schriften
- Reimplantation und Transplantation abgebrochener und gelöster Gelenkanteile, Dissertation, Göttingen 1967
- Fit durch Bodybuilding. Sportliche und medizinische Anleitung, Lübbe, Bergisch Gladbach 1977, ISBN 3-7857-0203-5; weitere Auflagen in den Folgejahren